# ازدواج اللون الدائري

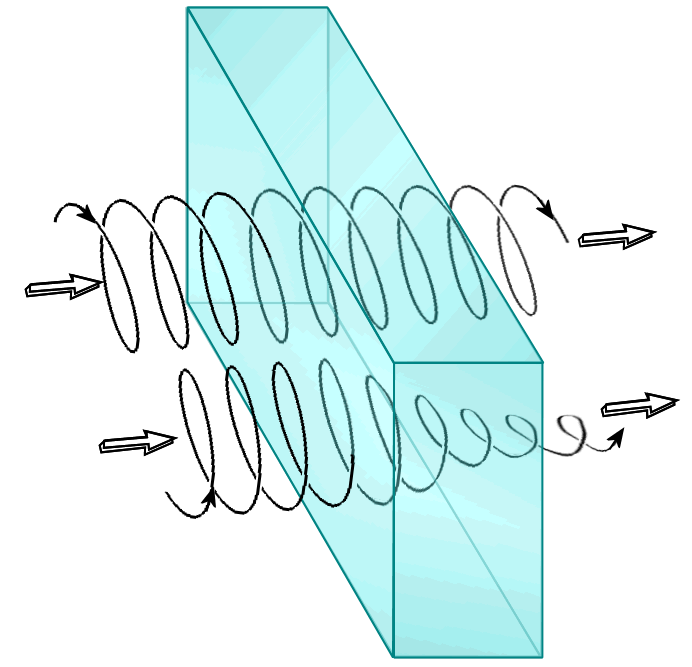

ازدواج اللون الدائري Circular dichroism (CD)
يشير إلى الفرق في امتصاص الضوء اليسار واليمين الاستقطاب. تم اكتشاف هذه الظاهرة من قبل جان باتيست بيو Jean-Baptiste Biot، فريسنل أوغستين، وإيميه كوتن في النصف الأول من القرن 19th. هو معروض و في نطاقات امتصاص جزيئات مراوان نشطة ضوئيا. CD الطيفي لديها مجموعة واسعة من التطبيقات في مجالات عديدة ومختلفة. وأبرزها، يتم استخدام ازدواج اللون الدائري الأشعة فوق البنفسجية لتحقيق في الهيكل الثانوي للبروتينات. يستخدم UV / CD للتحقيق في المسؤول عن نقل التحولات. يستخدم ازدواج اللون الدائري للأشعة القريبة تحت الحمراء للتحقيق في البنية الهندسية والإلكترونية من التحقيق المعادن د → التحولات. ازدواج اللون دائرية المتذبذب ، يستخدم الضوء من منطقة الطاقة الأشعة تحت الحمراء، ويستخدم للدراسات الهيكلية للجزيئات العضوية صغيرة، واخيرا بدأ استخدامه البروتينات والحمض النووي.